# Kári Árnason

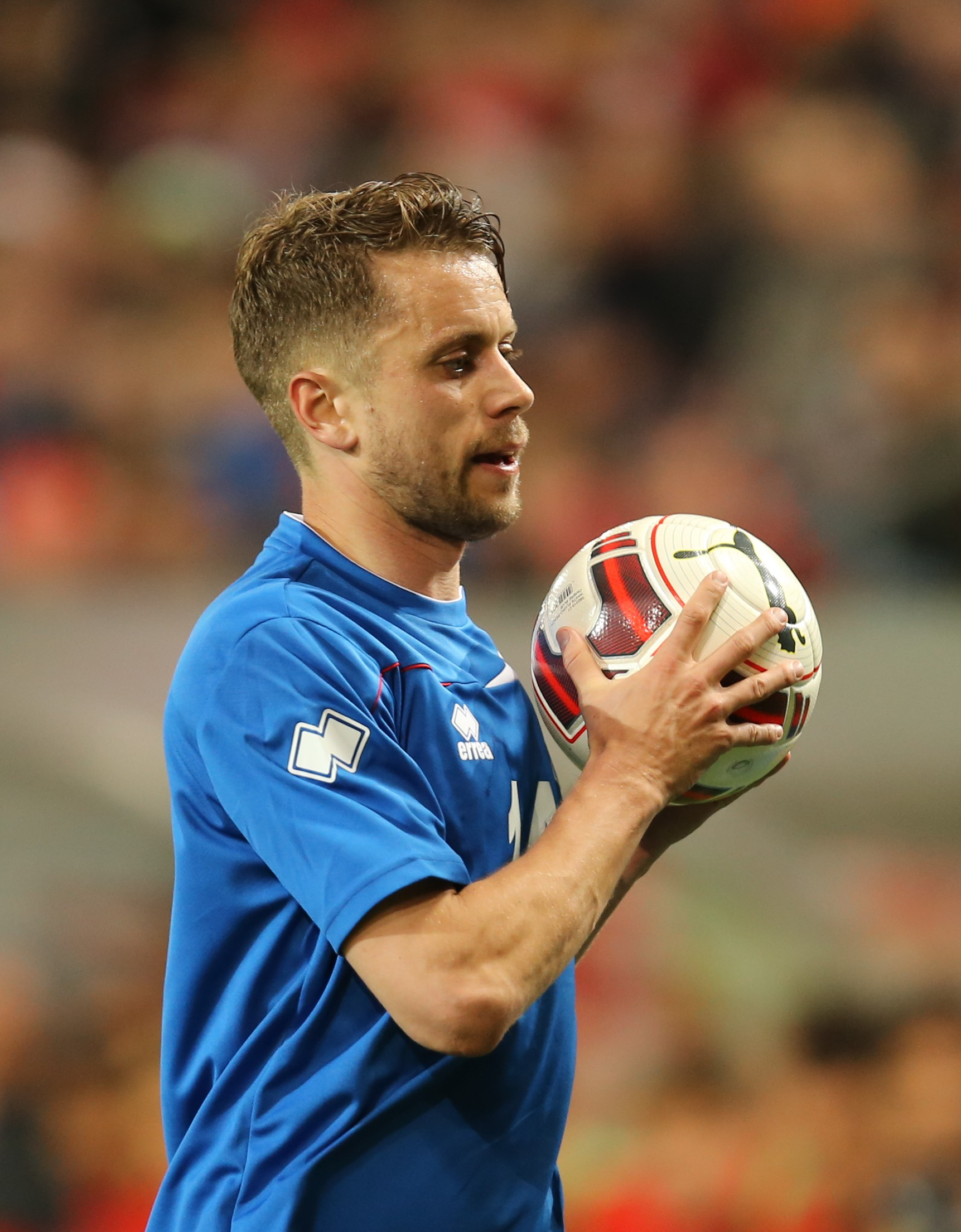
Kári Árnason (2014)

Kári Árnason (* 13. října 1982, Göteborg, Švédsko) je bývalý islandský fotbalový obránce či záložník.

## Klubová kariéra
- Víkingur Reykjavík (mládež)
- Víkingur Reykjavík 2001–2004
- Djurgårdens IF Fotboll 2004–2006
- Aarhus GF 2006–2009
- →  Esbjerg fB 2009 (hostování)
- Plymouth Argyle FC 2009–2011
- Aberdeen FC 2011–2012
- Rotherham United FC 2012–2015
- Malmö FF 2015–2017
- AC Omonia 2017
- Aberdeen FC 2017–2018
- Gençlerbirliği SK 2018–2019
- Víkingur Reykjavík 2019–2021

## Reprezentační kariéra
V A-mužstvu Islandu debutoval 30. 3. 2005 v přátelském utkání proti reprezentaci Itálie (remíza 0:0). Zúčastnil se kvalifikace na EURO 2016 ve Francii, z níž se islandský národní tým poprvé v historii probojoval na evropský šampionát.
Dvojice trenérů islandského národního týmu Lars Lagerbäck a Heimir Hallgrímsson jej zařadila do závěrečné 23členné nominace na EURO 2016 ve Francii. Na evropském šampionátu se islandské mužstvo probojovalo až do čtvrtfinále, kde podlehlo Francii 2:5 a na turnaji skončilo.